# Municipio de Winslow (Pensilvania)
El municipio de Winslow (en inglés: Winslow Township) es un municipio ubicado en el condado de Jefferson en el estado estadounidense de Pensilvania. En el año 2000 tenía una población de 2.591 habitantes y una densidad poblacional de 22 personas por km².

## Geografía
El municipio de Winslow se encuentra ubicado en las coordenadas 41°07′36″N 78°51′59″O / 41.12667, -78.86639.

## Demografía
Según la Oficina del Censo en 2000 los ingresos medios por hogar en la localidad eran de $34,976 y los ingresos medios por familia eran de $40,104. Los hombres tenían unos ingresos medios de $30,525 frente a los $22,589 para las mujeres. La renta per cápita de la localidad era de $17,189. Alrededor del 7,4% de la población estaba por debajo del umbral de pobreza.